# Pohon všech kol

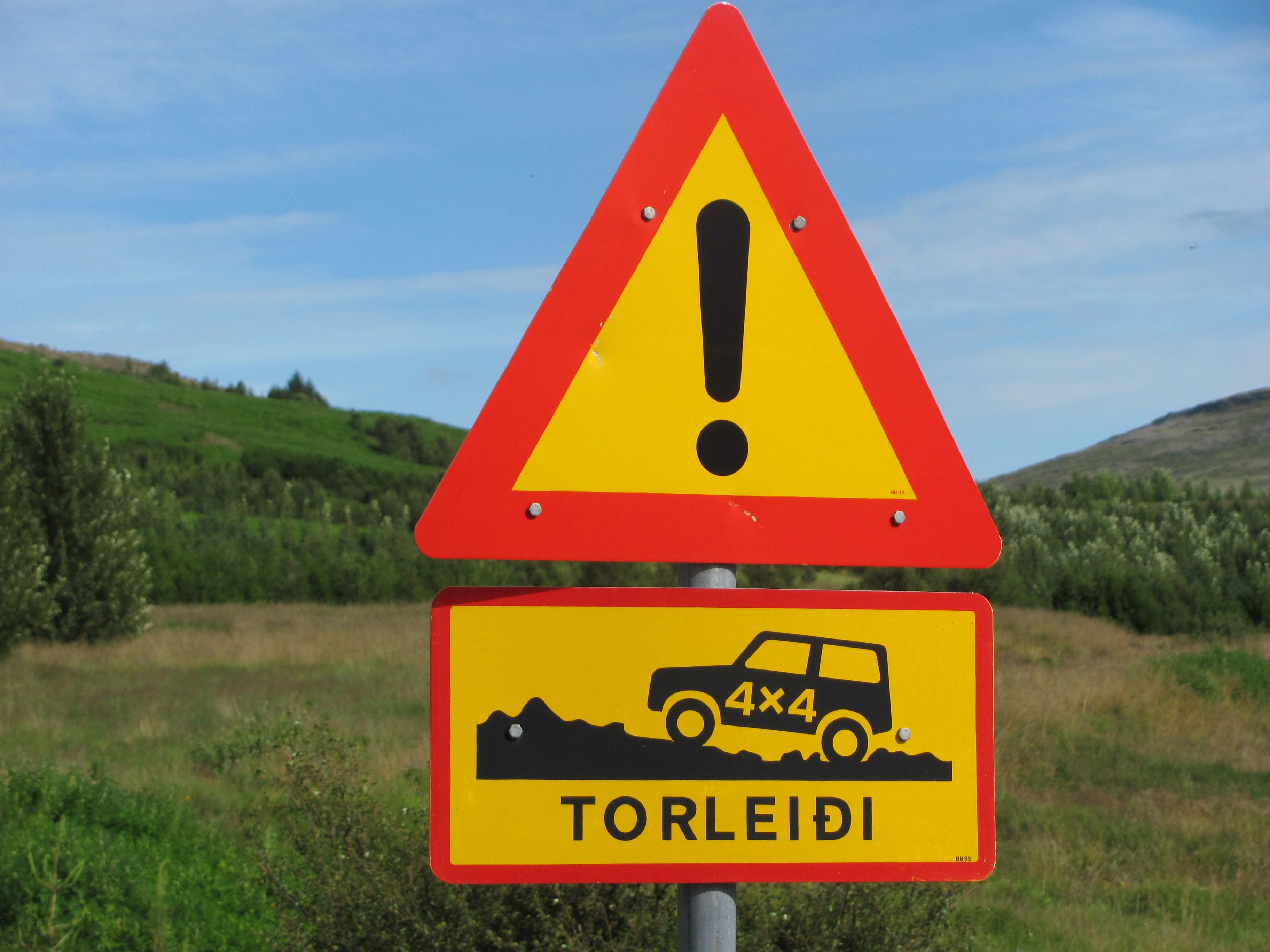
Trasa přístupná pouze pro vozidla s pohonem všech kol (Island)

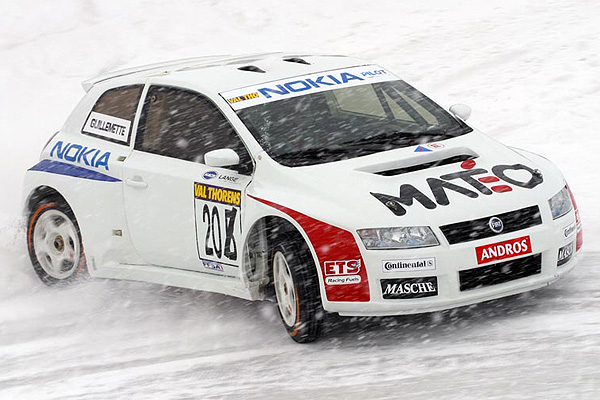
Pohon všech kol (a řízení všech kol) v autosportu: prototyp Fiat Silo v závodě Trophée Andros na ledě

Pohon všech kol (angl. All Wheel Drive, zkratka AWD) je druh pohonu vozidel, při kterém jsou poháněna všechna kola. Dvounápravové automobily s pohonem všech kol jsou označovány jako 4x4, 4WD nebo hovorově „čtyřkolky“; vícenápravové pak 6x6, 8x8, 10x10 atd.

## Důvody pro zavádění
Vybavení automobilu tímto pohonem výrazně zlepšuje trakční schopnosti vozu, tedy přenos síly motoru na povrch, po kterém se automobil pohybuje. Typické je použití u terénních automobilů (osobní i nákladní), které jsou předurčeny pro jízdu na površích se sníženou přilnavostí (bahno, písek, šotolina, sníh) a obtížným terénem (prudká stoupání, terénní zlomy, vodní brody). Z prvého důvodu je tímto pohonem vybavena i celá řada „silničních“ osobních automobilů. Některé automobilky si právě na tomto pohonu postavily svoji image a produkují auta téměř výhradně s pohonem všech kol (Audi, Jeep, Subaru, Suzuki, Land Rover).

## Principy konstrukce
Pohon všech kol může být vyroben podle několika konstrukcí. Každá má ale vždy oba nápravové diferenciály. U terénních automobilů se rozeznávají dvě nejtypičtější, ne však jediné konstrukce – AWD a 4WD. U AWD jde o přiřaditelný pohon předních kol, síla motoru putuje standardně na zadní nápravu a v případě nutnosti jsou ručně aktivovány přední náboje kol (případně jiná spojková konstrukce) a přední náprava je tak „natvrdo“ spojena se zadní. Ve většině případů lze přední nápravu připojit za jízdy. Výhodou je jednodušší konstrukce a nižší spotřeba paliva, pevně daný přenos síly na obě nápravy je výhodou v těžkém terénu. Nevýhodou je naopak nutnost volit pohon ručně, nemožnost provozu na suchých pevných površích bez poškození pohonu. U některých značek je však primárně poháněna přední náprava a pokud vozidlo zjistí prokluz kol, automaticky pomocí spojky Haldex připojí zadní nápravu.
Pro maximalizaci průchodnosti terénem bývá nemalá část terénních vozů vybavena také uzávěrkou zadního nebo mezinápravového diferenciálu. U opravdu extrémních vozů (Jeep Wrangler Rubicon, Mercedes-Benz G, UniMog) jsou pak přítomny uzávěrky všech tří diferenciálů (u nákladních automobilů může být počet vyšší). Protože se při aktivaci závěrky nuceně točí příslušná kola stejnou úhlovou rychlostí (nemusí však přitom přenášet stejnou hnací sílu), používá se závěrka až v kluzkém terénu. Na suché asfaltové silnici by s takto nastaveným vozem nešlo prakticky zatáčet a pohonné ústrojí by bylo zároveň značně silově namáháno, protože systém nerespektuje rozdílné dráhy kol a rozdíly v jejich valivých průměrech. Pro použití na silnicích je proto místo úplné uzávěrky mnohem vhodnější diferenciál s omezenou svorností, který se sice také snaží sjednotiti úhlovou rychlost kol, ale zároveň za určitých podmínek dovolí její odchylky takže vozidlo lze normálně řídit a nedochází k přetěžování převodů.
Klasickými zástupci vozidel s pohonem všech kol jsou Nissan Patrol, Volkswagen Tiguan, Subaru Forester, naprostá většina terénních pick-upů. Pohon AWD má však například i Mitsubishi Lancer Evolution, BMW 335i xDrive či Audi R8 Spyder. Pohon všech kol využívají také závodní vozy, traktory, vojenská vozidla, stavební stroje a jiné speciální stroje, jako byl například Lunar Rover.